# Paolo Antonio Foscarini

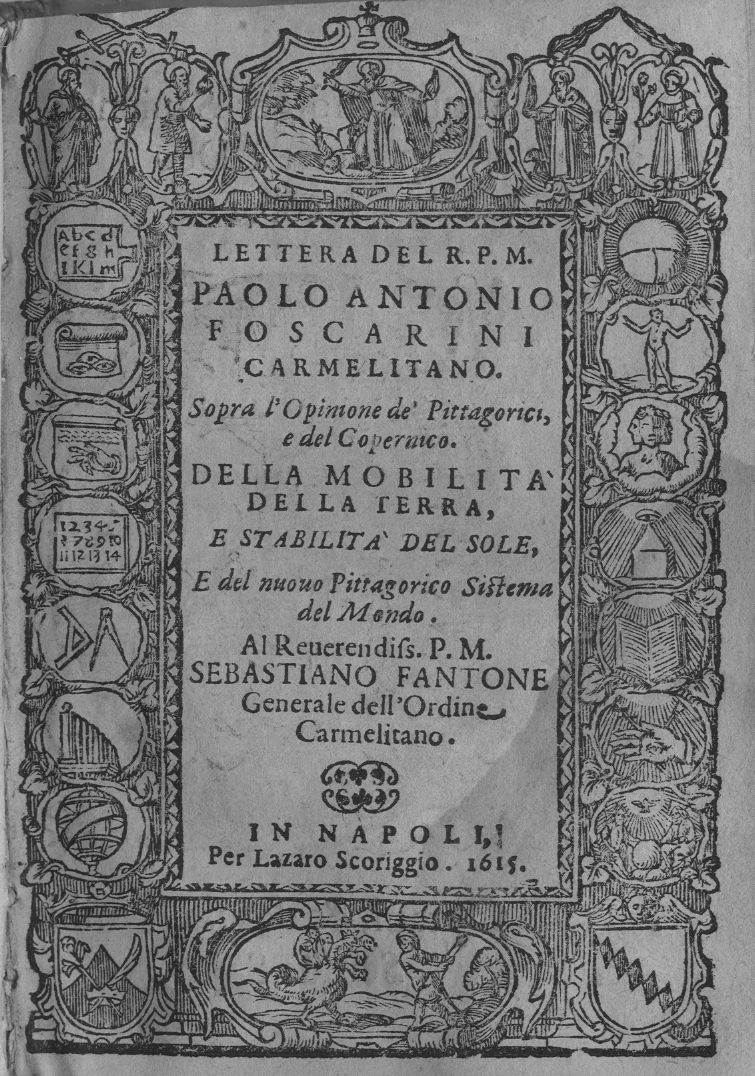
Foscarini : Lettre au sujet de l'opinion des pythagoriciens et de Copernic, Naples, 1615.

Paolo Antonio Foscarini (né vers 1565 à Montalto Uffugo en Calabre, mort le 10 juin 1616 dans cette même ville) est un père carmélite, théologien et scientifique italien. Contemporain de Galilée, il avait pris position en faveur de l'héliocentrisme de Copernic. Son livre sur la mobilité de la Terre fut mis à l'index en mars 1616 par l'Inquisition romaine en même temps que d'autres écrits coperniciens. 

## Biographie
Paolo Antonio Foscarini est né à Montalto Uffogo en Calabre vers 1585. Ses parents sont Franscesco Scarini, médecin et Laurifine Traverso.
Comme son frère Polibio, Paolo entre dans l'Ordre des Carmélites et après des études dans un couvent mineur, Foscarini est envoyé à Naples, où il est directeur d'études et professeur de théologie en 1610, un enseignement qu'il a exercé pendant six ans à Naples et pendant deux ans à Messine.
Prieur du couvent de Tropea, il dirige la fondation de quelques couvents carmélites en Calabre et l'achèvement de celui de Montalto, fondé en 1609 par son frère Polibio. En 1607, il est nommé vicaire provincial de l'Ordre, puis père provincial de la  Calabre l'année suivante.
En 1611, il publie un traité de dévotion, Méditations, preces, et pratique quotidienne, dans lequel il exalte les sciences comme instruments de connaissance et d'amour de Dieu. En 1613, il publie une encyclopédie en sept volumes des arts libéraux, de la physique, de la métaphysique et des mathématiques. Sa tentative de publier en 1615 une Lettre sur l'opinion pythagoricienne et copernicienne concernant la mobilité de la Terre et la stabilité du Soleil est plus controversée.

## La censure des écrits coperniciens
Partant du constat que « le système commun du monde déclaré par Ptolémée, n’a jamais donné entière satisfaction aux savants » et séduit par le modèle héliocentrique de Copernic, Foscarini tente dans la Lettre sur l'opinion pythagoricienne et copernicienne concernant la mobilité de la Terre et la stabilité du Soleil de mettre en adéquation les textes bibliques et la conception copernicienne et à « les interpréter (non sans fondements théologiques et physiques) de manière à ce qu’ils ne la contredisent pas du tout ».
Au début de l'année 1615, Foscarini est à Rome pour défendre sa cause auprès du Saint-Office. Il adresse une copie de sa Lettre au Cardinal Bellarmin. Les amis de Galilée considèrent sa démarche avec des espoirs ou des craintes (Federico Cesi, Giovanni Ciampoli). Le 12 avril, Bellarmin donne sa position dans une lettre à Foscarini où il s'adresse aussi nommément à Galilée : il distingue soigneusement la valeur descriptive du système copernicien et sa vérité objective : « […] Votre Paternité et le seigneur Galilée agiraient prudemment en se contentant de parler « ex suppositione » et non pas d'une manière absolue, comme j'ai toujours cru qu'avait parlé Copernic. Dire qu'en supposant la Terre en mouvement et le Soleil immobile, on sauve toutes les apparences mieux que ne pourraient le faire les excentriques et les épicycles, c'est très bien dire, cela n'offre aucun danger et suffit au mathématicien. Mais vouloir affirmer que le Soleil demeure réellement immobile au centre du monde, qu'il tourne seulement sur lui-même sans courir d'Orient en Occident, que la Terre occupe le troisième ciel et qu'elle tourne avec une grande vitesse autour du Soleil, c'est une chose fort périlleuse ;  cela risque non seulement d'irriter tous les philosophes et tous les théologiens scolastiques, mais encore de nuire à la foi et de rendre fausse la Sainte Écriture. »
Cette prise de position de Bellarmin ponctue le début des démêlés de Galilée avec le Saint-Office qui le conduiront jusqu'à son Procès de 1633. Pour Foscarini, la lettre de Bellarmin sera suivie de la mise à l'Index de la Lettre sur la mobilité de la Terre le 5 mars 1616, en même temps que le De revolutionibus que Copernic avait publié en 1543.
Paolo Antonio Foscarini décède en Calabre le 10 juin 1616, alors que son éditeur napolitain, Lazaro Scorriggio, est en procès avec Le Saint-Office pour avoir publié la Lettre sur la mobilité de la Terre malgré son interdiction.

## Hommages
- L'astéroïde 8076 de la ceinture principale d'astéroïdes, découvert en 1985 a été nommé (8076) Foscarini en mémoire de P.A. Foscarini.